# Château de Williamstown
Le château de Williamstown est un domaine situé en Irlande dans le comté de Limerick. Bâtiment de quatre étages de plan carré, la maison forte a été construite autour de 1550 pour la famille Bourke
Habité au XIXe siècle, c'est maintenant une ruine.